# Statistica non parametrica
La statistica non parametrica è una parte della statistica in cui si assume che i modelli matematici non necessitano di ipotesi a priori sulle caratteristiche della popolazione (ovvero, di un parametro), o comunque le ipotesi sono meno restrittive di quelle usate nella statistica parametrica.
In particolare non si assume l'ipotesi che i dati provengano da una popolazione normale o gaussiana. Viene considerata da alcuni la statistica dei piccoli campioni, in quanto è soprattutto in questi casi che l'ipotesi di distribuzione gaussiana è fatta spesso in modo arbitrario. 
Ma questa definizione può essere fuorviante, in quanto la statistica non parametrica viene applicata anche in presenza di campioni relativamente grandi.
Effettivamente, in presenza di grandi campioni, diverse distribuzioni tendono alla variabile casuale gaussiana, permettendo così di passare alla statistica parametrica.